# Cementiri del Masnou
El cementiri del Masnou és el cementiri municipal de la vila del Masnou (Maresme). Va ser projectat i construït per l'arquitecte Miquel Garriga i Roca l'any 1867 per substituir l'antic cementiri situat al costat nord de l'església parroquial de Sant Pere.
Durant la primera dècada del segle XX s'hi construeixen nombrosos panteons de les famílies benestants masnovines, la major part projectats per l'arquitecte masnoví Bonaventura Bassegoda i Amigó.
Entre els panteons més destacats hi ha:
- El panteó de la família Pagès i Fàbregas. Dissenyat l'any 1926 per l'arquitecte Jaume Torres i Grau i completat amb una escultura de Frederic Marès, popularment coneguda com “el desconsol”.

- El panteó Bonaventura Fontanills i Rosés. Dissenyat per Bonaventura Bassegoda l'any 1907 i amb una escultura de Sant Bonaventura de l'escultor Pere Carbonell i Huguet.

- El panteó de Jacint Hombravella i Pujadas. Un dels primers a construir-se, l'any 1868, juntament amb el de la família Cullell, a la qual pertanyia el mestre d'obres del recinte.

- El panteó de la família Sensat-Pagès. Construït per Bonaventura Bassegoda l'any 1916 per a Jaume Sensat i Sanjuan i la seva esposa Rosa Pagès i Orta, propietaris de la casa del Marquès de la Manguera. D'estil modernista, té una escultura de Rafael Atché.

- El panteó de Pere Grau Maristany i Oliver. Projectat el 1901 per Bonaventura Bassegoda. D'estil modernista, l'escultura és obra de l'escultor Josep Llimona i Bruguera anomenada "La Fe consolant el dolor".[2]

Altres monuments destacats del cementiri són:
- La creu de terme, d'estil gòtic datada el 1500. Estava situada inicialment a l'antic camí d'Alella (actual carrer de Joan XXIII), com a indicador del límit entre els termes de Teià i Alella. Està decorada amb relleus.[3]

- La capella construïda per Bonaventura Bassegoda i Amigó l'any 1907. De planta octogonal i d'estil modernista. Fou sufragada per Bonaventura Fontanills i Rosés.